# Vittorio Ghiandi
Vittorio Ghiandi (Genova, 1º gennaio 1927 – Genova, 16 maggio 2010) è stato un calciatore italiano, di ruolo centrocampista o attaccante.

## Caratteristiche tecniche
Era un'ala o un centravanti.

## Carriera
Nato a Rivarolo e cresciuto nelle giovanili del Genoa, dopo una stagione alla Sestrese in Serie B ebbe gli anni migliori nel Como "rivelazione" dei primi anni cinquanta, di cui fu il principale bomber (ben 18 realizzazioni in Serie A nella stagione 1949-1950, nella quale i lariani ottennero il sesto posto finale, miglior risultato della loro storia).
Nel 1954 passò al Catania, con cui realizza 11 reti in A nella stagione 1954-1955. Dopo due stagioni arrivò al Verona, in tempo per conquistare una promozione in Serie A, al termine della Serie B 1956-1957.
Dopo l'esperienza veronese passa al Pisa per tornare in Liguria nel 1959 dove chiude la carriera giocando nella Sestrese ed infine all'Alassio sino al 1963 anno del suo ritiro.
In carriera collezionò complessivamente 140 presenze e 47 reti in Serie A (più una presenza nell'anomalo campionato di Divisione Nazionale 1945-1946) e 127 presenze e 32 reti in Serie B.

## Palmarès

### Club

#### Competizioni nazionali
- Serie B: 1

Verona: 1956-1957